# 桐生郵便局
桐生郵便局（きりゅうゆうびんきょく）は群馬県桐生市にある郵便局。民営化前の分類では集配普通郵便局であった。

## 概要
住所：〒376-8799 群馬県桐生市巴町2-1113

## 沿革
- 1872年8月4日（明治5年7月1日） - 桐生郵便取扱所として開設[1]。
- 1873年（明治6年） - 桐生郵便役所となる。
- 1875年（明治8年）1月1日 - 桐生郵便局（三等）となる。翌日より為替取扱を開始。
- 1879年（明治12年） - 貯金取扱を開始。
- 1889年（明治22年）6月1日 - 桐生郵便電信局となる。
- 1903年（明治36年）4月1日 - 通信官署官制の施行に伴い桐生郵便局となる。
- 1952年（昭和27年）5月1日 - 菱簡易郵便局の廃止に伴い、取扱業務を移管[2]。
- 1968年（昭和43年）6月24日 - 桐生市末広町一丁目から、同市巴町二丁目に局舎を新築、移転。
- 1992年（平成4年）8月3日 - 外国通貨の両替および旅行小切手の売買に関する業務取扱を開始。
- 2006年（平成18年）10月23日 - 梅田郵便局から「376-06xx」区域の集配業務を移管[3]。
- 2007年（平成19年）10月1日 - 民営化に伴い、併設された郵便事業桐生支店に一部業務を移管。
- 2012年（平成24年）10月1日 - 日本郵便株式会社発足に伴い、郵便事業桐生支店を桐生郵便局に統合。

## 取扱内容
- 郵便、印紙、ゆうパック、内容証明
- 貯金、為替、振替、振込、国際送金、外貨両替・トラベラーズチェック、国債、投資信託
- 生命保険、バイク自賠責保険、自動車保険、がん保険、引受条件緩和型医療保険
- ゆうちょ銀行ATM
- 「376-00xx」「376-06xx」区域（桐生市＝旧勢多郡新里村域、旧勢多郡黒保根村域各々を除く）の集配業務
- ゆうゆう窓口

## 風景印
- 表記は『桐生』
- 図案は『初期の機織り風景』・『ノコギリ屋根工場』・『赤城山』
- 使用開始日は1954年（昭和29年）7月15日

## 周辺
- 桐生市役所
- 桐生市文化センター
- 新川公園
- 桐生警察署
- 桐生厚生総合病院
- 群馬県立桐生高等学校
- 桐生市立商業高等学校
- 樹徳高等学校
- 国道122号
- 渡良瀬川

## アクセス
- JR両毛線、わたらせ渓谷鐵道わたらせ渓谷線 桐生駅（南口）から徒歩約4分、上毛電気鉄道上毛線 西桐生駅から徒歩約9分
- おりひめバス 新川公園前停留所下車
- 北関東自動車道 太田藪塚ICから北東へ約9km
- 駐車場あり：25台